# Melipotis decreta
Melipotis decreta är en fjärilsart som beskrevs av Walker 1857. Melipotis decreta ingår i släktet Melipotis och familjen nattflyn. Inga underarter finns listade i Catalogue of Life.